# Poland (condado de Herkimer, Nova Iorque)
Poland é uma vila localizada no condado de Herkimer, no estado americano de Nova Iorque. Em 2000 tinha uma população de 451 habitantes e uma densidade populacional de 347,5 habitantes por km².

## Geografia
Poland está localizada nas coordenadas 43° 13′ 34″ N, 75° 03′ 41″ O.

## Demografia
De acordo com o Departamento do Censo dos Estados Unidos, em 2000, a renda familiar média na cidade era de US$ 38.750, e a renda familiar média era US$ 45.455. Os homens tiveram uma renda média de US$ 27.426 contra US$ 22.159 para as mulheres. A renda per capita da cidade era de US$ 17.938. Cerca de 11,1% da população estava abaixo da linha da pobreza.